# Verenigde Staten op de Olympische Winterspelen 1924
Tijdens de Olympische Winterspelen van 1924 die in Chamonix, Frankrijk werden gehouden, namen de Verenigde Staten deel en hiermee was het een van de zestien landen die aan de eerste Olympische winterspelen deelnamen.
De Amerikaanse delegatie bestond uit 25 ingeschreven deelnemers waarvan er 22 mannen en twee vrouwen (bij het kunstschaatsen) aan de wedstrijden deelnamen. De Verenigde Staten eindigde op de vijfde plaats in het medailleklassement met één gouden, twee zilveren en één bronzen medaille.

## Medailleoverzicht
| Sport          | Olympiër         | Discipline | Medaille |
| -------------- | ---------------- | ---------- | -------- |
| Schaatsen      | Charles Jewtraw  | 500 m      | Goud     |
| Kunstrijden    | Beatrix Loughran | vrouwen    | Zilver   |
| IJshockey      | Olympisch team   | mannen     | Brons    |
| Schansspringen | Anders Haugen    | mannen     | *        |

* Het zou 50 jaar duren voordat Haugen zijn bronzen medaille kreeg. Pas toen werd een rekenfout ontdekt in de berekening van de score van de Noor Thorleif Haug. Na correctie van de fout schoof de Amerikaan een plaats op ten koste van de Noor. Op 17 september 1974 organiseerde het Internationaal Olympisch Comité in Oslo een speciale ceremonie, waarin Haugen de medaille kreeg overhandigd door de dochter van de in 1934 overleden Haug.

## Deelnemers en resultaten

### Kunstrijden
| Olympiër                          | Discipline | Resultaat | Prestatie             |
| --------------------------------- | ---------- | --------- | --------------------- |
| Nathaniel Niles                   | mannen     | 6e        | pc. 46; 274.47 punten |
| Beatrix Loughran                  | vrouwen    | Zilver    | pc. 14; 279.85 punten |
| Theresa Blanchard                 | vrouwen    | 4e        | pc. 27; 249.53 punten |
| Nathaniel Niles Theresa Blanchard | paarrijden | 6e        | pc. 39; 9.07 punten   |

### Langlaufen
De vier langlaufers waren ook ingeschreven voor de 50 kilometer, maar geen van de vier startte in deze discipline.
| Olympiër       | Discipline | Resultaat | Prestatie |
| -------------- | ---------- | --------- | --------- |
| Sigurd Overbye | 18 km      | 19e       | 1:34:56   |
| John Carleton  | 18 km      | 30e       | 1:45:49   |
| Anders Haugen  | 18 km      | 33e       | 1:55:04   |
| Ragnar Omtvedt | 18 km      | 35e       | 2:05:03   |

### Noordse combinatie
| Olympiër       | Discipline | Resultaat | Prestatie                                                           |
| -------------- | ---------- | --------- | ------------------------------------------------------------------- |
| Sigurd Overbye | mannen     | 11e       | 12.219 punten 18 km: 9.875 (1:34,56) schans: 14.562 (40,0 + 39,5 m) |
| Anders Haugen  | mannen     | 21e       | 5.750 punten 18 km: 0.000 (1:55.04) schans: 11.500 (val + 46,0)     |
| John Carleton  | mannen     | 22e       | 5.104 punten 18 km: 4.375 (1:45.49) schans: 5.833 (2x val)          |
| Ragnar Omtvedt | mannen     | dnf       | 18 km: 0.000 punten (2:05,03) schans: 0.000 (2x val)                |

### Schaatsen
| Olympiër          | Discipline            | Resultaat       | Prestatie           |
| ----------------- | --------------------- | --------------- | ------------------- |
| Charles Jewtraw   | 500 m 1500 m 5000 m   | · 8e · 13e      | 44,0 2.31,6 9.27,0  |
| Joe Moore         | 500 m 1500 m 10.000 m | 8e 12e          | 45,6 2.31,6 19.36,0 |
| Harry Kaskey      | 500 m 1500 m 10.000 m | 12e 7e 13e      | 47,0 2.29,8 19.45,2 |
| William Steinmetz | 500 m 1500 m 5000 m   | 14e 12e 14e dnf | 47,8 2.36,0 9.35,0  |
| Valentine Bialas  | 5000 m 10.000 m       | 6e 8e           | 8.55,0 18.34,0      |
| Richard Donovan   | 5000 m 10.000 m       | 8e 9e dnf       | 9.05,3 18.57,0      |

### Schansspringen
| Olympiër       | Discipline | Resultaat | Prestatie                     |
| -------------- | ---------- | --------- | ----------------------------- |
| Anders Haugen  | mannen     | Brons     | 17.916 punten (49,0 + 50,0 m) |
| Lemoine Batson | mannen     | 14e       | 16.20 punten (43,5 + 42,5 m)  |
| Harry Lien     | mannen     | 16e       | 14.91 punten (42,0 + 41,5 m)  |

De vierde ingeschreven schansspringer, Sigurd Overbye, nam niet aan de wedstrijd deel.

### IJshockey
| Olympiër | Discipline | Resultaat | Prestatie |
| --- | ---------- | --------- | --- |
| Clarence Abel Herbert Drury Alphonse Lacroix John Langley John Lyons Justin MacCarthy Willard Rice Irving Small Frank Synott | mannen     | Zilver    | groep B: 1e 19 - 0 VS - België 22 - 0 VS - Frankrijk 11 - 0 VS - Groot-Brittannië Finaleronde 20 - 0 VS - Zweden 1 - 6 VS - Canada |

De reservespeler N. Geran kwam niet in actie.
België · Canada · Finland · Frankrijk · Groot-Brittannië · Hongarije · Italië · Joegoslavië · Letland · Noorwegen · Oostenrijk · Polen · Tsjecho-Slowakije · Verenigde Staten · Zweden · Zwitserland